# Mazda Scrum
La Mazda Scrum (マツダ・スクラム, Matsuda Sukuramu) és un model d'automòbil lleuger o kei car produït pel fabricant d'automòbils japonés Mazda des de l'any 1989 fins a l'actualitat.
Successora de la veterana Mazda Porter, la Scrum és el model comercial de la Mazda que rivalitza amb la Suzuki Carry (de la qual deriva), la Daihatsu Hijet, la Honda Acty, la Mitsubishi Minicab o la Subaru Sambar. Entre 1989 i 1998 el model fou comercialitzat com a Autozam Scrum (オートザム・スクラム, Ôtozamu Sukuramu).

## Primera generació (1989-1991)

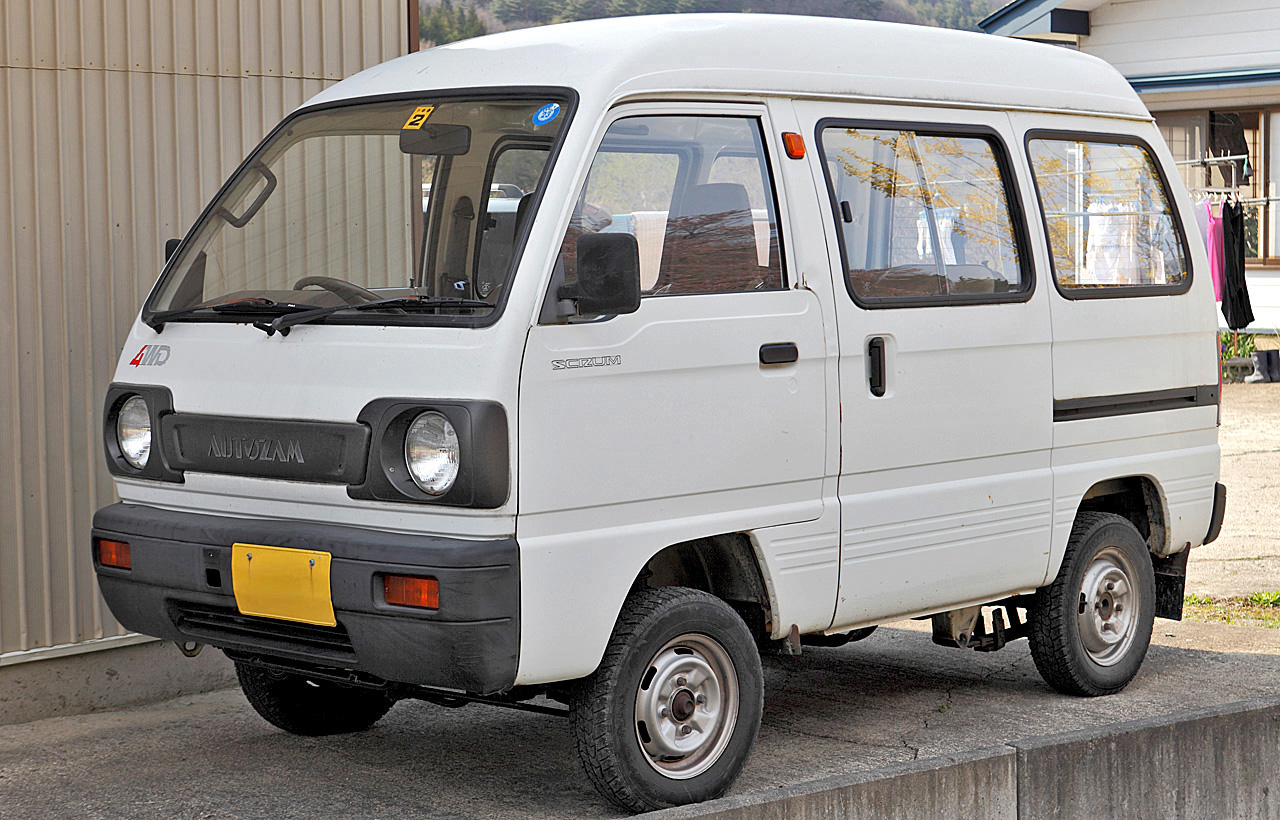
Autozam Scrum Van 4WD

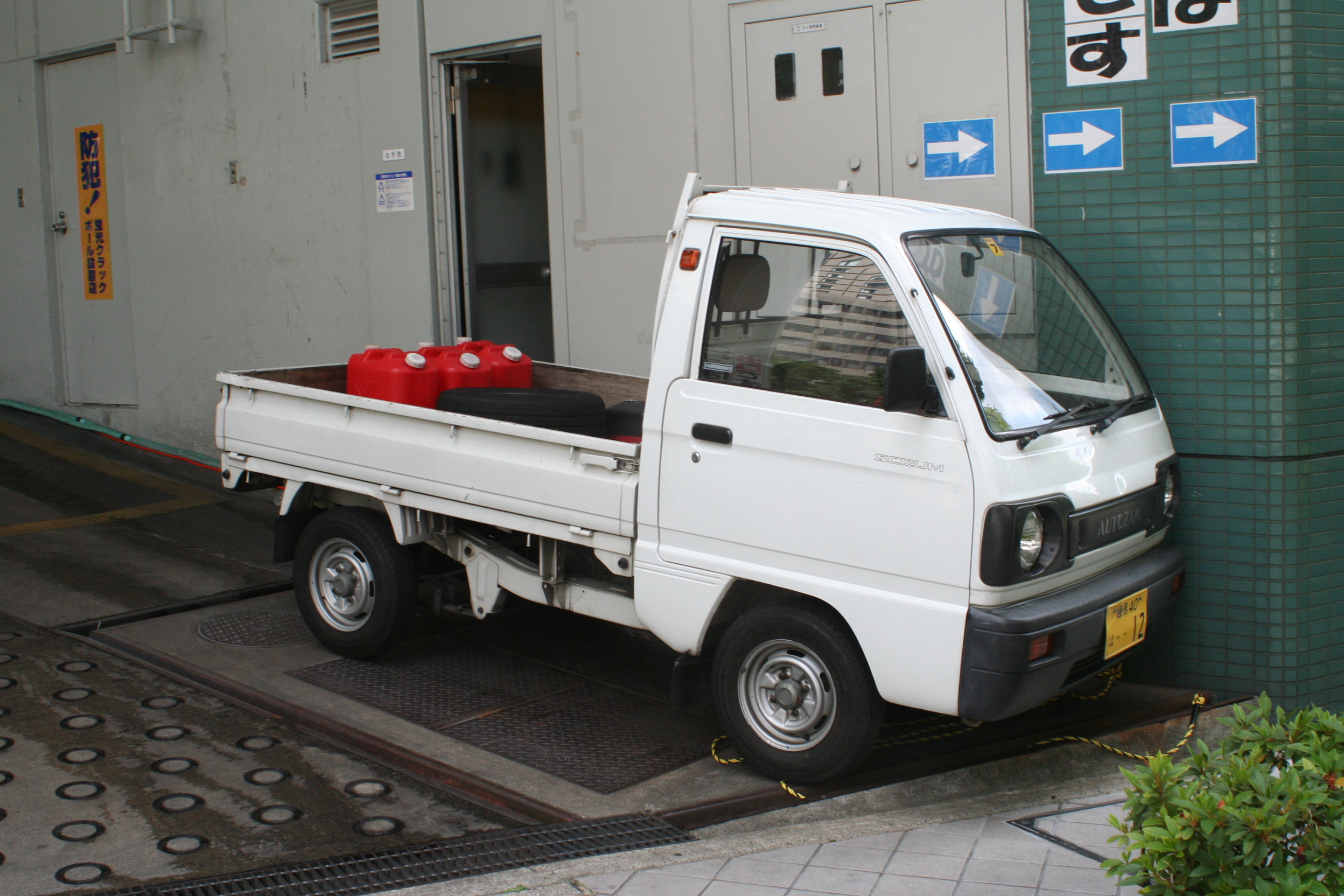
Autozam Scrum Truck

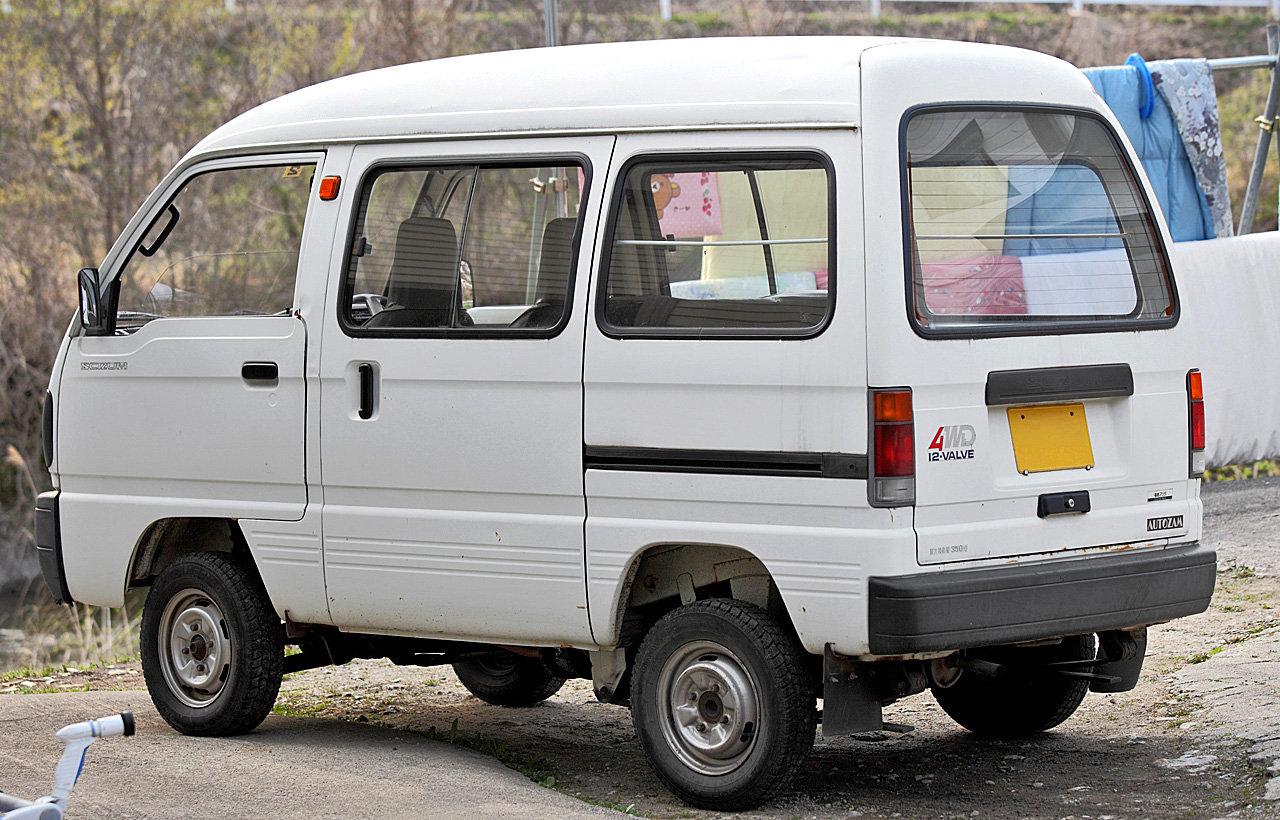
Autozam Scrum Van 4WD

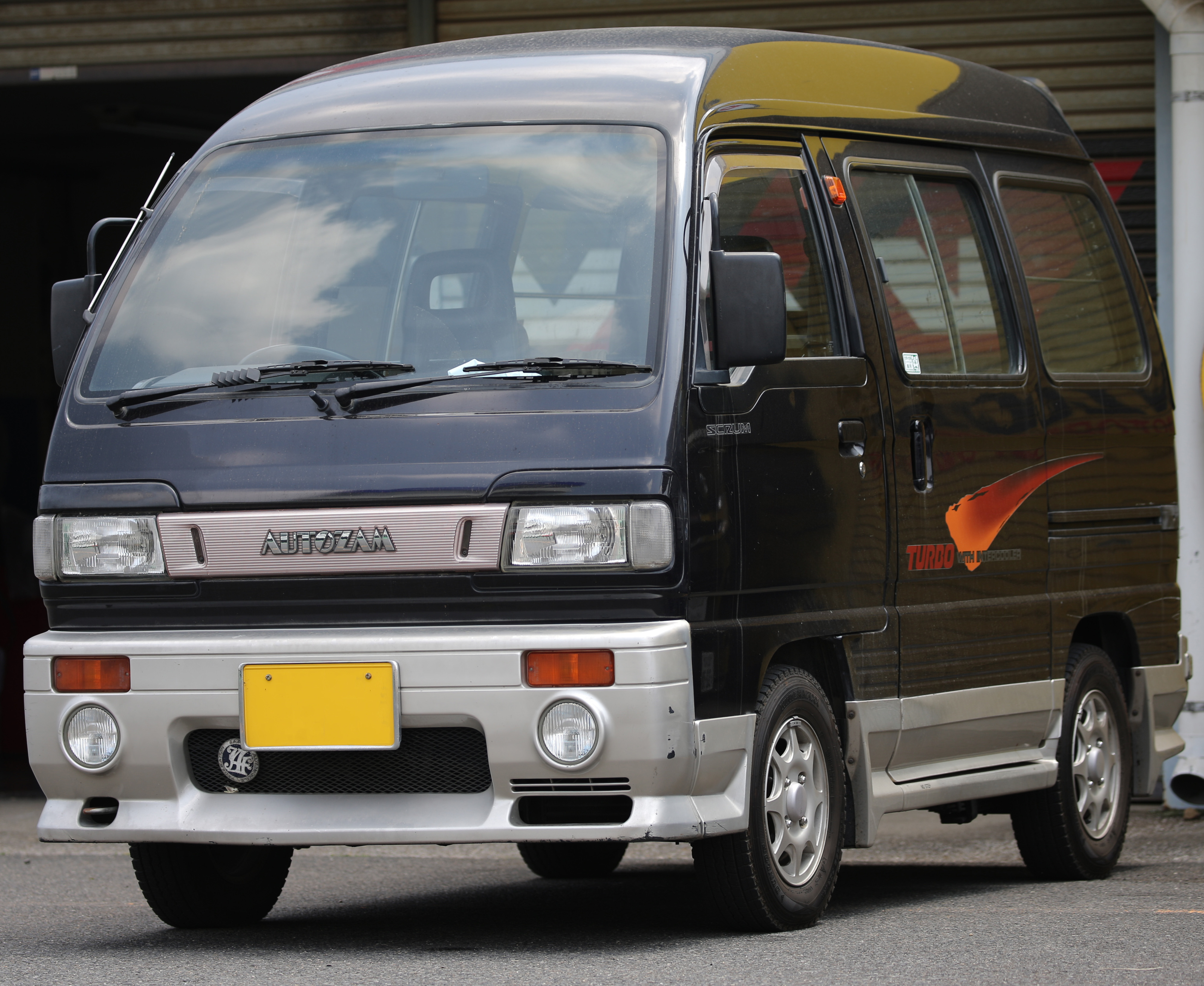
Autozam Scrum PX Turbo

La primera generació del model, que venia a substituir a la veteraníssima Mazda Porter, va llançar-se al mercat el juny de 1989 dins de la nova marca comercial de Mazda per al seus vehícles lleugers o kei cars: Autozam. Fruit de l'acord amb Suzuki, la Scrum derivava completament de la Suzuki Carry. La Scrum es comercialità en dues carrosseries: la furgoneta o Van i la camioneta o Truck.
Mecànicament idèntica a la Carry, l'Autozam Scrum equipava inicialment un motor tricilíndric de 550 centímetres cúbics atmosfèric, que produïa 34 cavalls de potència, o amb turbocompressor, que en produïa 52 cv. Comptava amb transmissió manual de cinc velocitats o automàtica de tres. A partir del març de 1990, amb el canvi de la llei d'automòbils lleugers japonesos, la Scrum rep el nou motor Suzuki tricilíndric de 660 cc, 12 vàlvules i 38 cv (atmosfèric) o 58 cv (Turbo Intercooler) instal·lat sota els seients davanters. Pel novembre del mateix any, es modificaren els motors atmosfèrics per tal d'alcançar els 42cv. A elecció del client, el model podia equipar tracció al davant o a les quatre rodes (4WD).
Al juny de 1990 es presentà una versió especial anomenada "Stand Off" derivada del nivell PX, la versió econòmica per a passatgers de la Scrum. Equipava amb grans retrovisors, para-xocs de colors, estreps laterals i tapa-rodes de plàstic blanc. L'equipament interior incloïa aire condicionat, volant de carbamat de quatre radis i un panell d'instruments especial.
La producció del model finalitzà a finals de l'any 1991, quan Suzuki llançà al mercat la tercera generació de la Carry, la qual esdevingué la segona generació de l'Autozam Scrum.

## Segona generació (1991-1999)

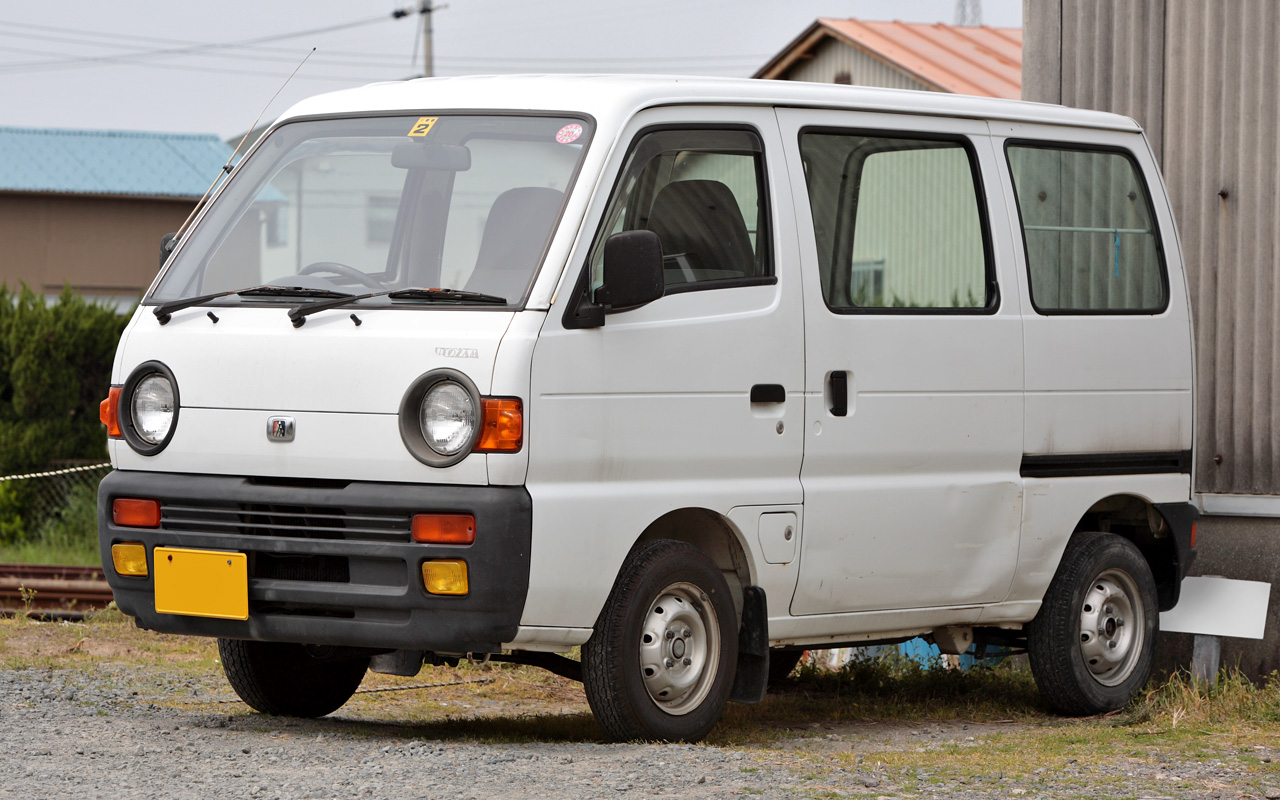
Autozam Scrum Van (1991-1995)

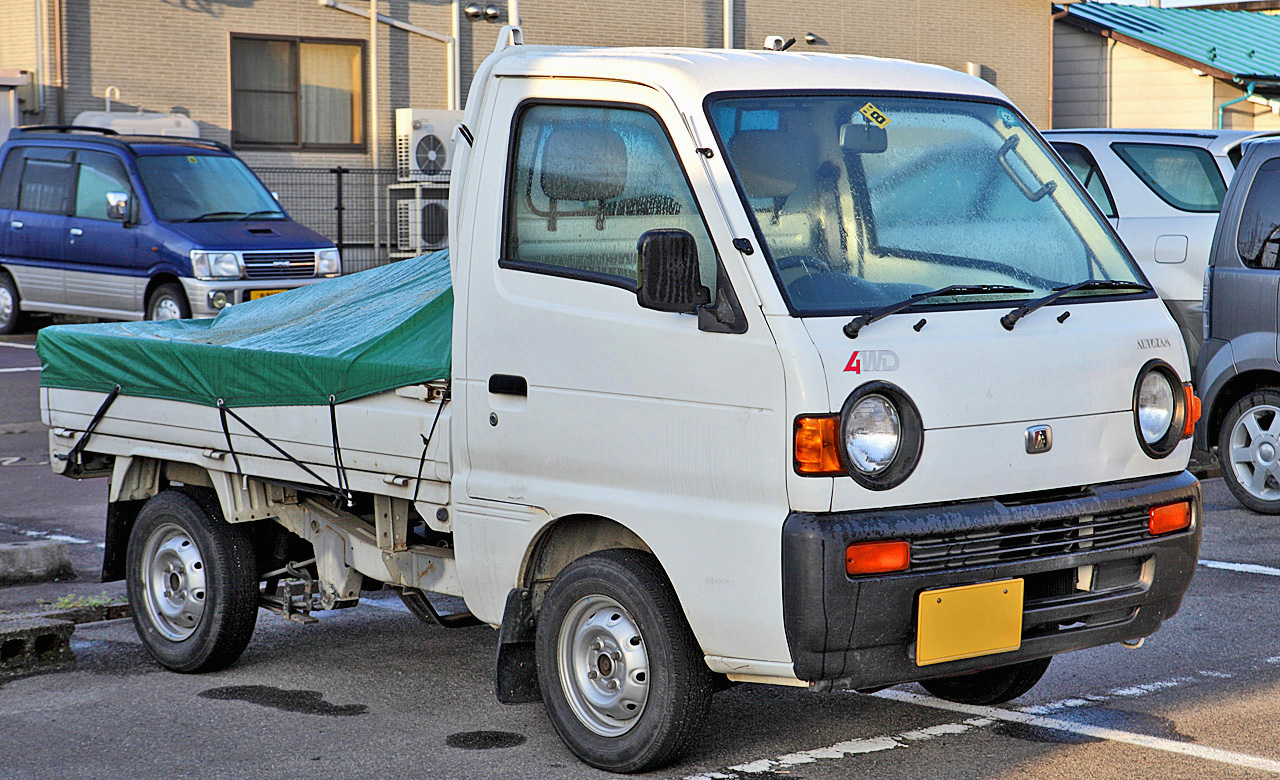
Autozam Scrum 4WD (1991-1995)

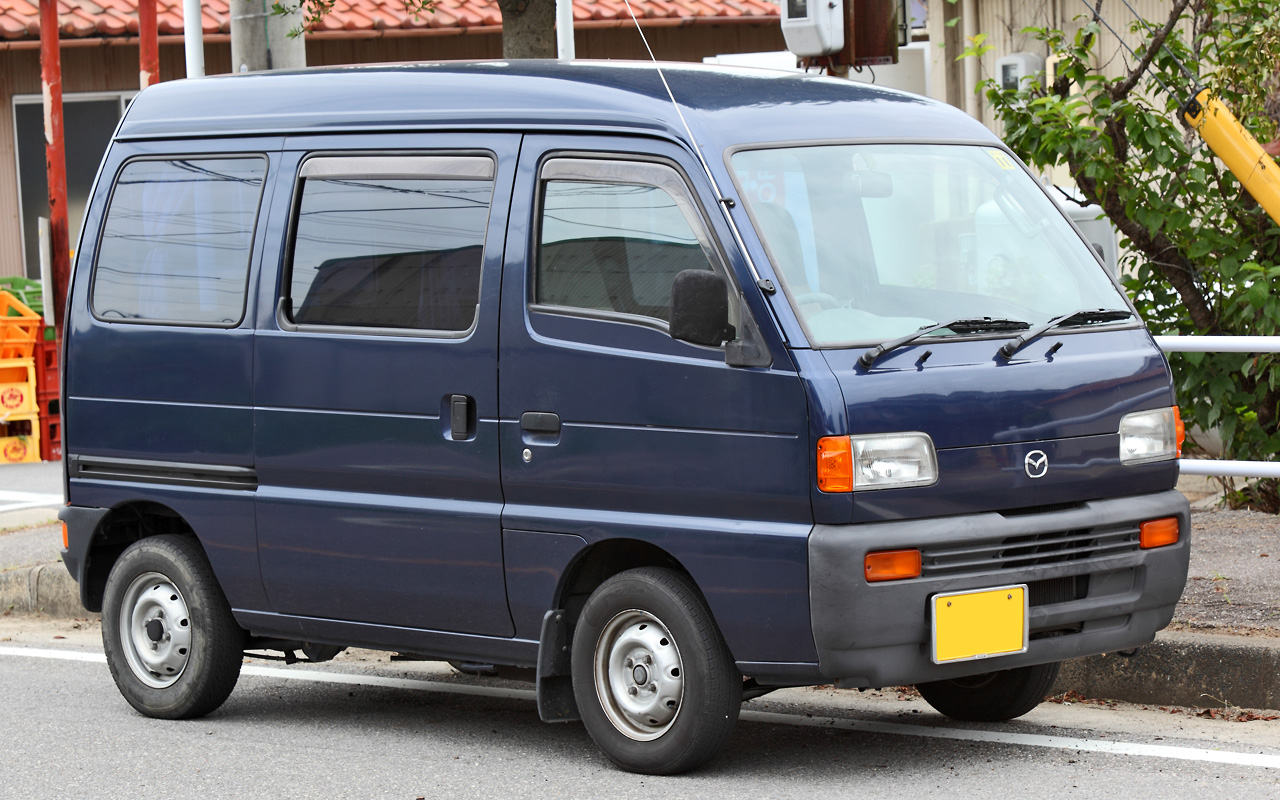
Mazda Scrum Van PA (1997-1999)

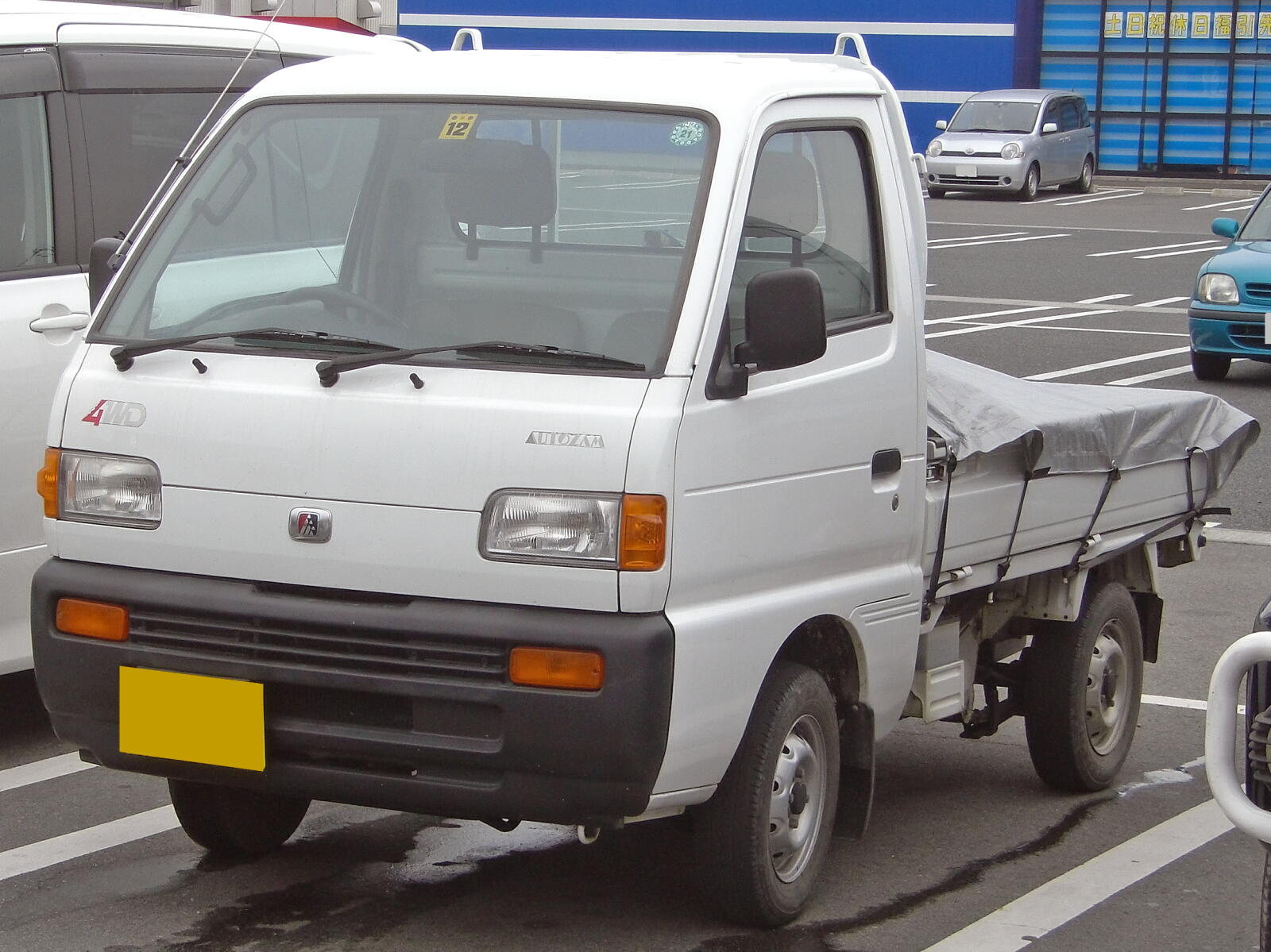
Autozam Scrum 4WD (1995-1997)

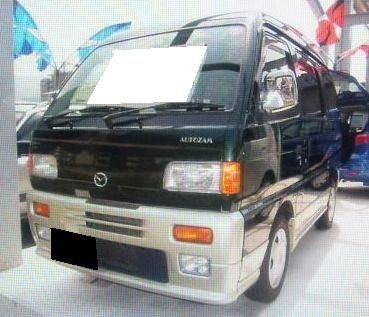
Mazda-Autozam Scrum Standoff

La segona generació de l'Autozam Scrum va sortir al mercat a l'octubre de 1991, un mes després de la seua bessona, la Suzuki Carry de quarta generació. Com la primera generació, la Scrum es comercialità en dues carrosseries: la furgoneta o Van i la camioneta o Truck. A més d'això, i sobre la base de la furgoneta, es desenvolupà la Scrum Stand Off, una versió millor equipada destinada al transport de persones en viatge.
Mecànicament idèntica a la Carry, la Scrum equipava un motor de tres cilindres en línia i 660 centímetres cúbics con un turbocompressor Intercooler que produïa 61 cavalls de potència o atmosfèric de 42 cv. Les caixes de transmissió eren dues manuals de quatre i cinc velocitats i una d'automàtica de tres. La posició del motor canvia depenent de la carrosseria: a la versió Van es troba al davant i a la Truck al centre. A elecció del client, el model podia equipar tracció al davant o a les quatre rodes (4WD).
Durant la seua producció, el model va rebre dues actualitzacions juntament amb les que rebia la Suzuki Carry. La més perceptible fou la de juny de 1995, quan el frontal del model canvia, passant a ser els fars rodons a rectangulars. A l'abril de 1997 el model rep l'últim canvi estètic i mecànic. A més, perdrà el logotip i distintius d'Autozam per a tornar a ser comercialitzat com a Mazda i, un any després, la marca deixarà d'existir. Entre el 1997 i el 1998 es comercialitzarà com a Mazda-Autozam. La potència del motor amb Turbo Intercooler augmenta a 64 cv, però el motor atmosfèric se manté en 42 cv.
La producció de la segona generació de la Scrum, ja com a Mazda, finalitzà al desembre de 1998 en ser anunciat el llançament de la tercera i nova generació, també basada en la Suzuki Carry. Amb el llançament al gener de la tercera generació, se deixa de comercialitzar definitivament la segona generació de la Scrum.

## Tercera generació (1999-2013)

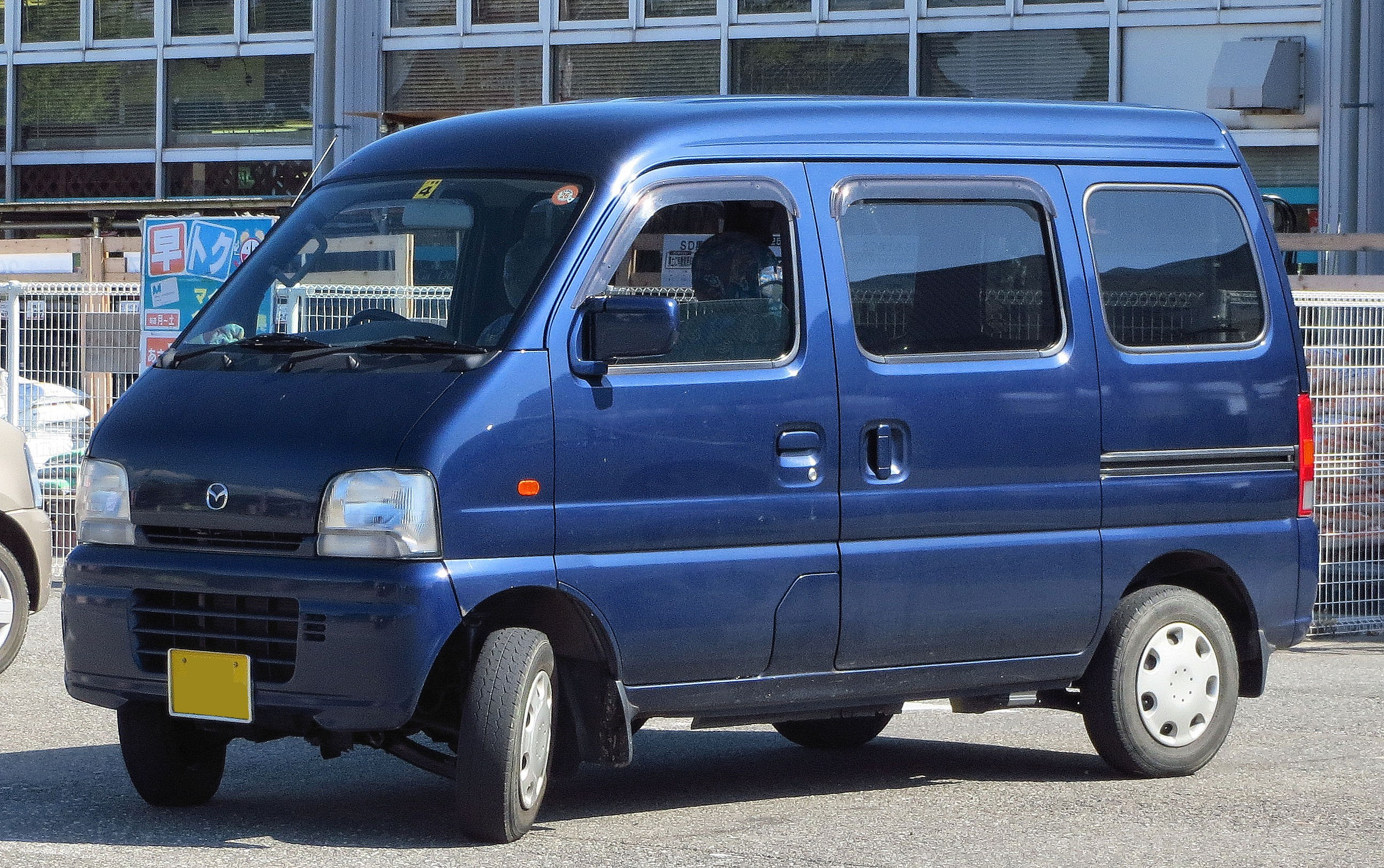
Mazda Scrum Buster 4WD (99-05)

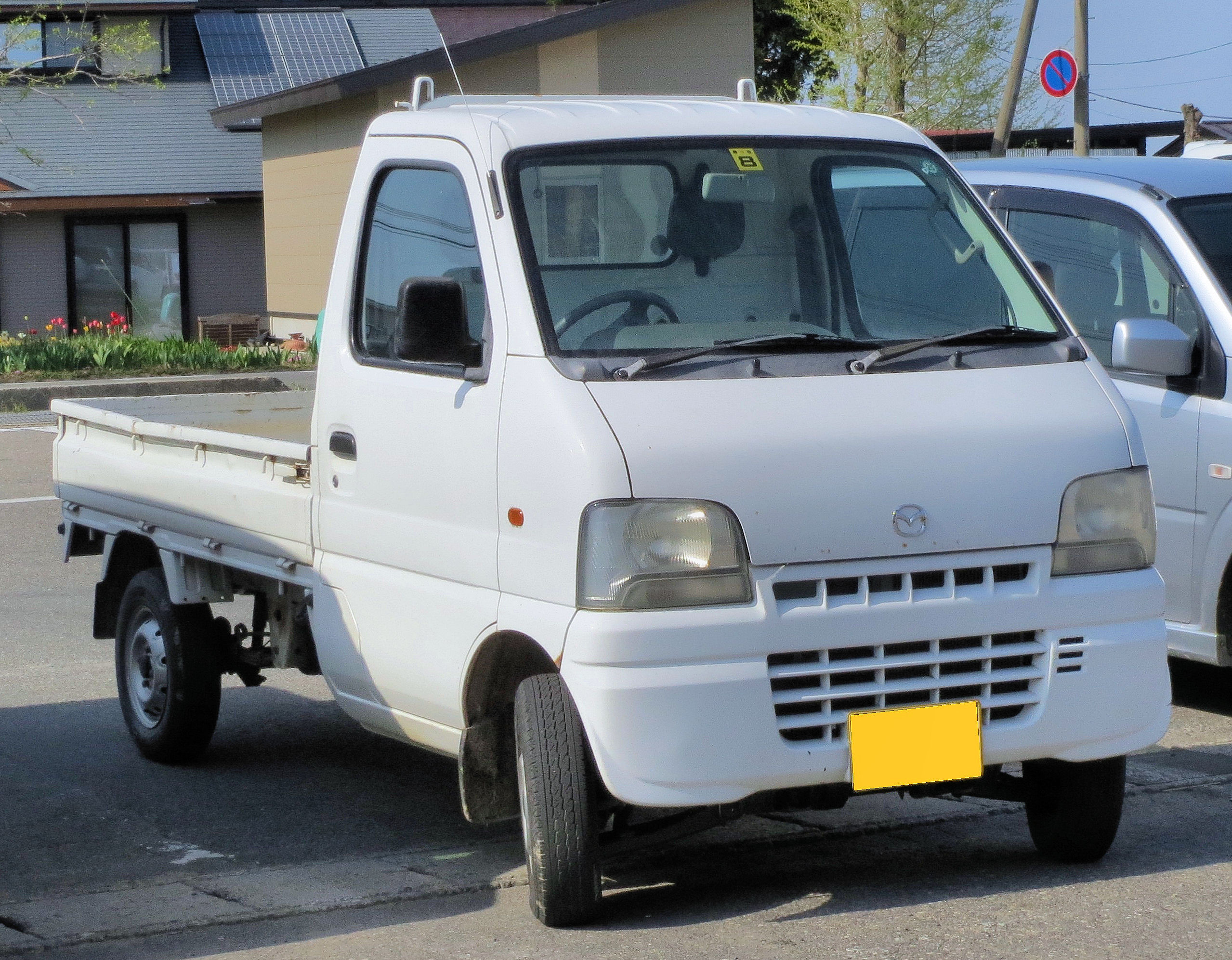
Mazda Scrum 4WD (1999-2002)

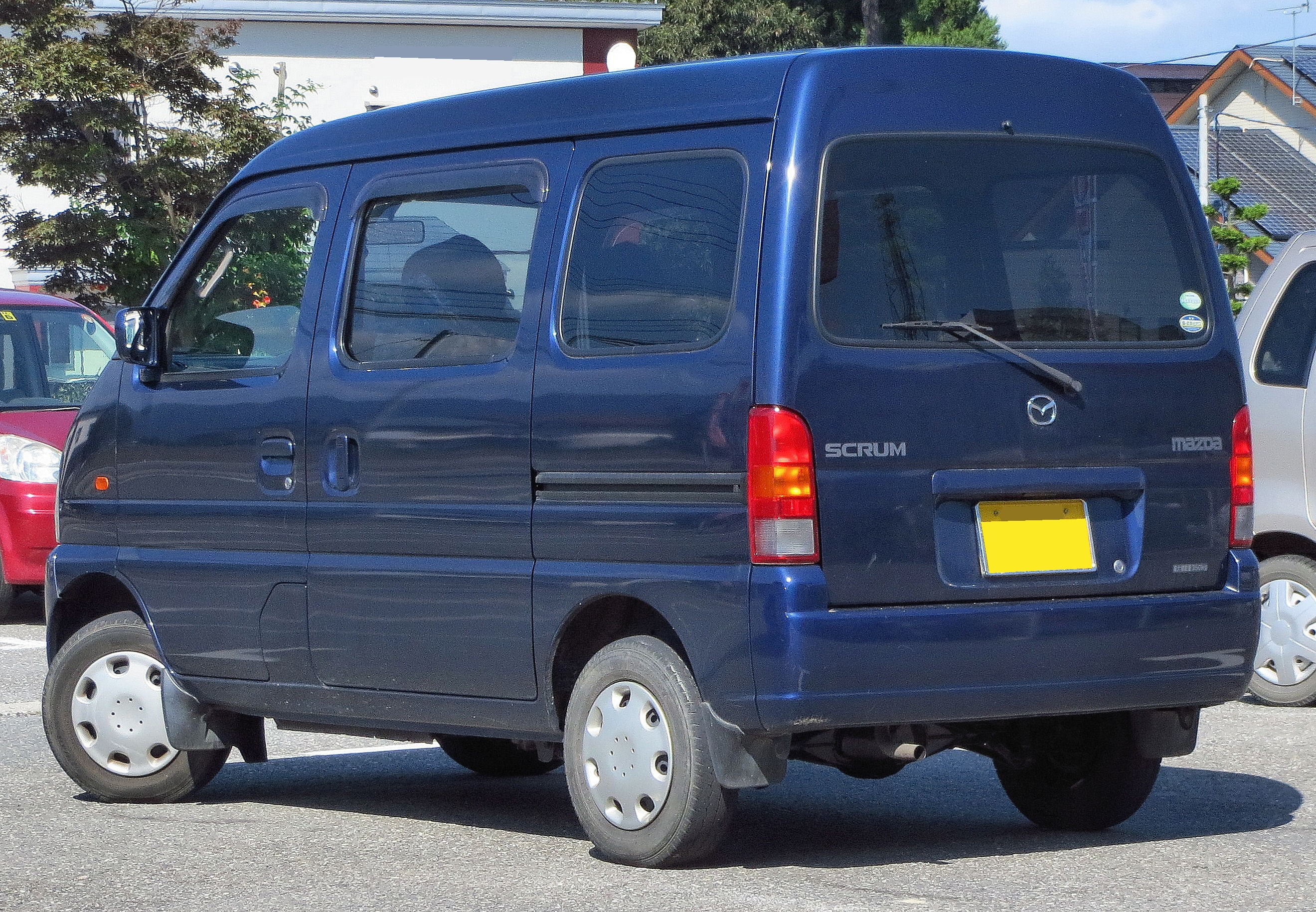
Mazda Scrum Buster 4WD (99-05)

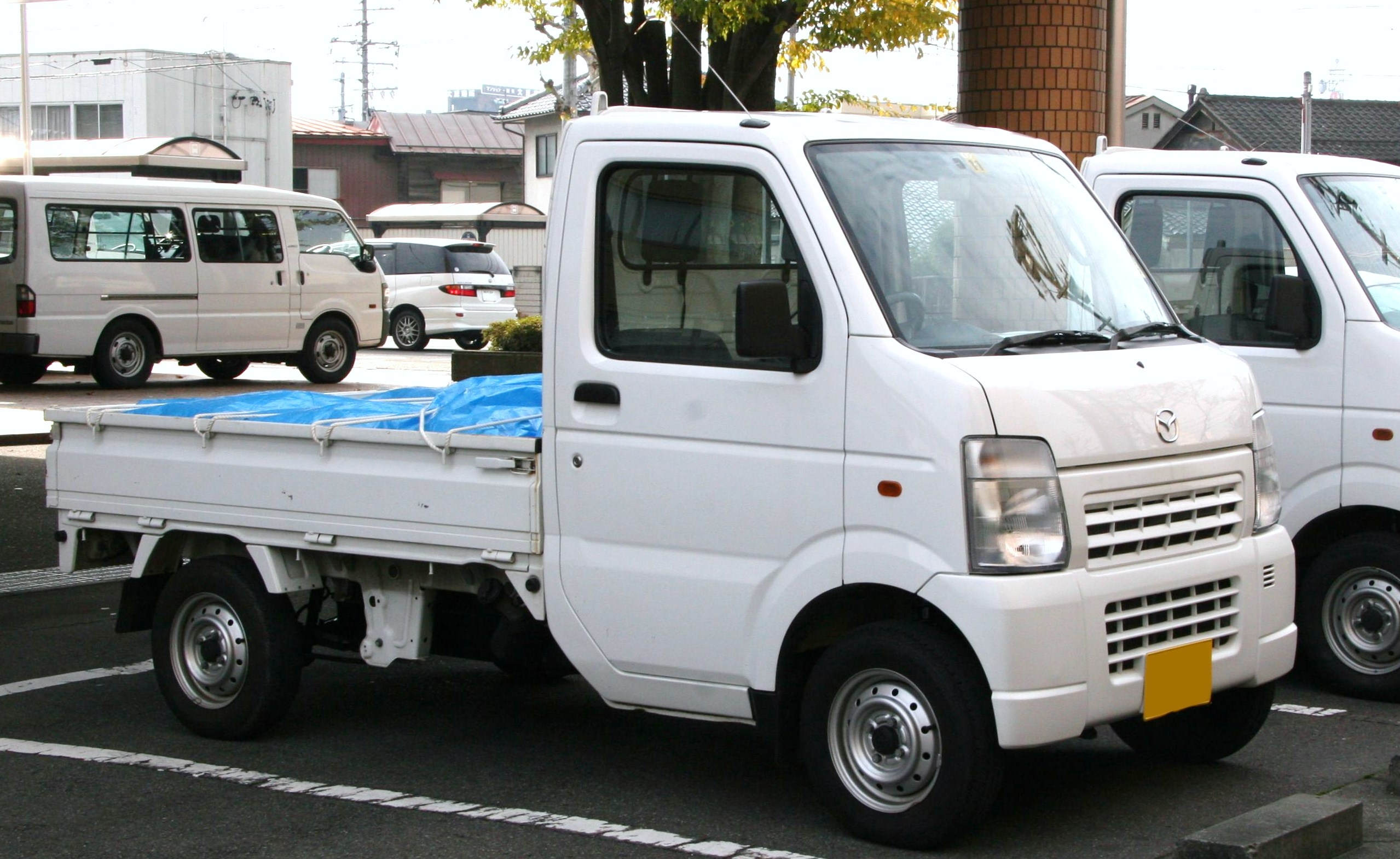
Mazda Scrum Truck (2002-2005)

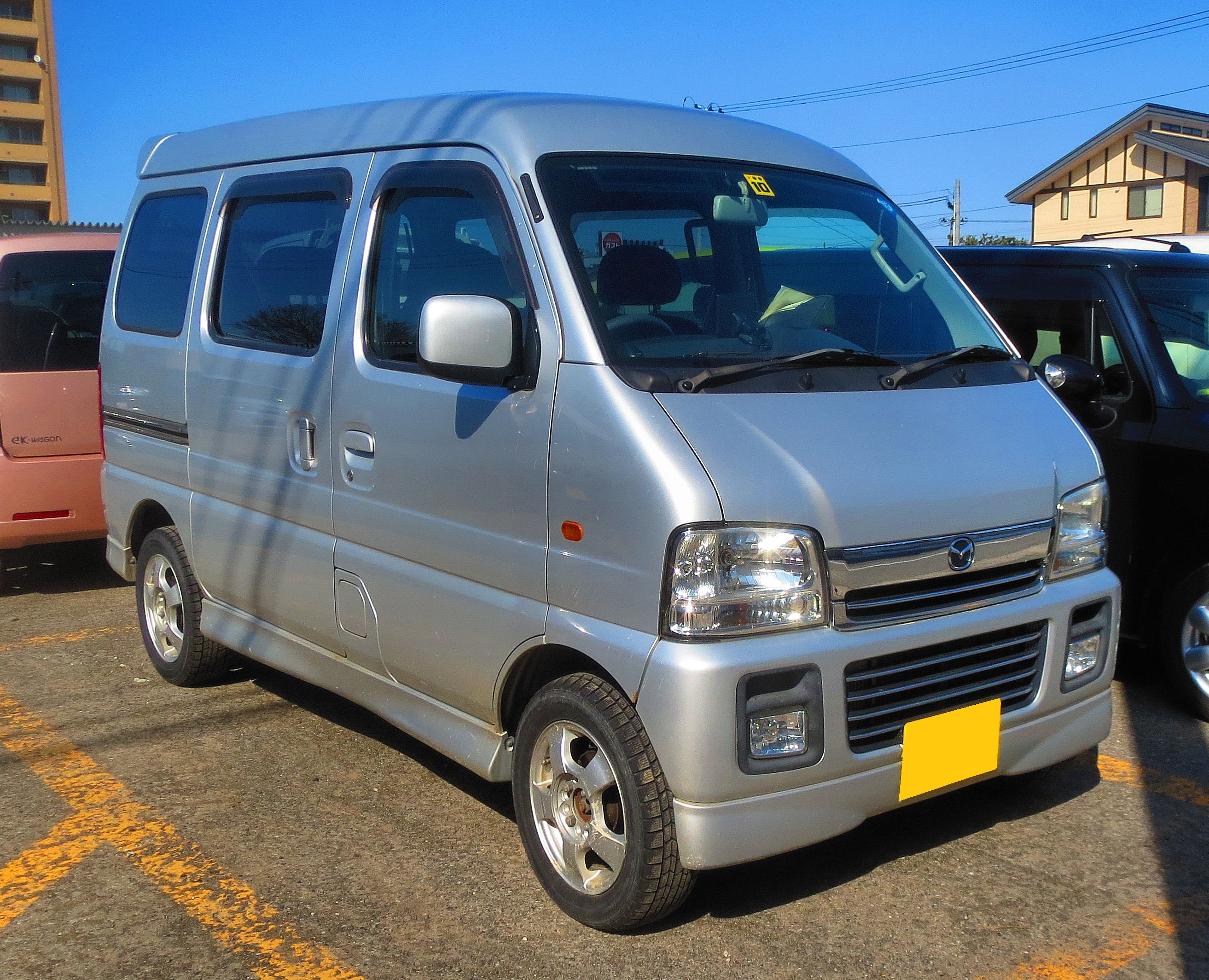
Mazda Scrum Wagon Stand-off Aero Turbo PZ Hi Roof (1999-2002)

La tercera generació de la Mazda Scrum, la primera amb la marca Mazda, va llançar-se al mercat el 19 de gener de 1999 com un OEM de la Suzuki Carry i la Suzuki Every. Com les anteriors generacions, la Scrum es comercialità en dues carrosseries: la furgoneta o Van i la camioneta o Truck. A més d'això, i sobre la base de la furgoneta, es desenvolupà la Scrum Wagon, una versió millor equipada destinada al transport de persones en viatge presentada el desembre del mateix any.
En resposta a la nova llei d'automòbils lleugers japonesos o kei cars, la carrosseria del model augmentà de mida respecte a l'anterior generació i es trià un disseny on el capó es trobava separat del cos principal de la carrosseria, tot i que el motor continuà ubicant-se sota els seients davanters. Aquest canvi millorava la seguretat dels ocupants en cas de col·lisió frontal. Els nivells d'equipament eren 4: "GA", amb sostre pla i tracció al davant i "PA", "Buster Turbo" i "Stand-off Turbo", amb sostre elevat.
La mecànica inicial del model era un motor tricilíndirc SOHC atmosfèric o amb turbocompressor que produïa 50 i 60 cavalls de potència respectivament. A elecció del client, el model podia equipar una transmissió manual de cinc velocitats o una automàtica de tres o quatre velocitats; igualment, també es podia triar entre la tracció al davant (2WD) o a les quatre rodes (4WD). El 24 de maig de 2000 tota la gama rep una actualització. S'afegeixen com a equipament de sèrie els airbags per al conductor i l'acompanyant, ABS a les quatre rodes i cinturons de seguretat amb pretensors. També es modifica el disseny del capó, els para-xocs, la graella, els fars, etc. Una altra millora del model vingué el 12 de setembre de 2001, quan va instal·lar-se un nou motor tricilíndric SOHC totalment d'alumini procedent de Suzuki. Resultant d'això, tota la gama Scrum fou calificada pel govern com a vehícle de baixes emissions, augmentant també el par del Turbo de la versió "Wagon". També canvià el disseny i la forma del quadre d'instruments de la "Wagon", donant-li una impressió esportiva i funcional. S'afegí un mecanisme de prevenció de pessic a la finestra elèctrica del costat del conductor. Tots els graus, excepte "Stand-off", van adoptar un canvi de panell d'instruments. Per satisfer les necessitats dels nivells d'equipament, va afegir-se un nivell equipat amb un motor atmosfèric, s'afegí una versió de sostre baix (equivalent a la versió estàndard del sostre de la Suzuki Every Wagon) al Turbo i fent-la el grau més alt. La "Stand-off Aero Turbo S" va ser substituïda per la "Stand-off Aero Turbo PZ" equipada amb una platina de casset MD/CD i retrovisors elèctrics retràctils. A més, es va afegir el color de la carrosseria "Pearl White". Igual que amb la "Wagon", la furgoneta ha sofert canvis en el quadre d'instruments, el color interior, la forma del seient, la tapisseria dels seients i de les portes, etc., i les versions GA i PA han afegit para-xocs del color de la carrosseria i vidres davanters contra la radiació ultraviolada, a més d'afegir-se un mecanisme de prevenció de pessic de la finestra elèctrica del seient del conductor i un portavasos posterior. A més, s'ha afegit recentment un nivell "PC" de qualitat econòmica equipat amb eixugaparabrises intermitents, panys de portes elèctrics, entrada sense clau i vidres de color fosc. El "PC" també inclou una combinació 4WD/3AT, que abans no estava disponible a la furgoneta.
La producció del model cessà de manera diferent per a la furgoneta i la camioneta: la primera es deixà de produir a l'agost de 2005 i s'aturà la seua comercialització un mes després, sent substituïda immediatament per la quarta generació; la camioneta, no obstant, continuà produint-se fins a l'agost de 2013, deixant de comercialitzar-se només un mes després. Des d'aquesta generació i per primera vegada en la història del model, la producció de les versions Van i Truck no anà paral·lela.

## Quarta generació (2005-actualitat)

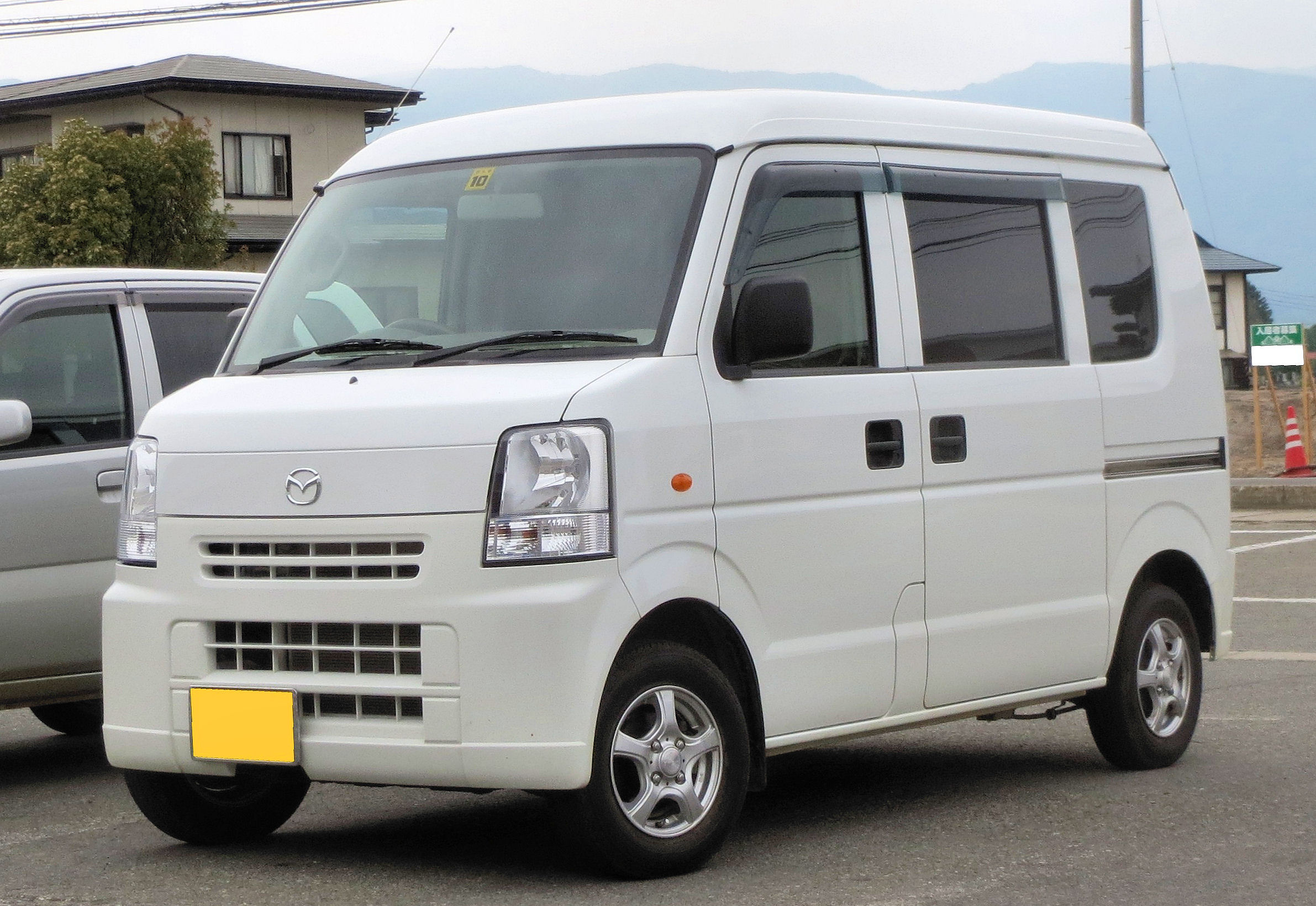
Scrum Van PC 4WD

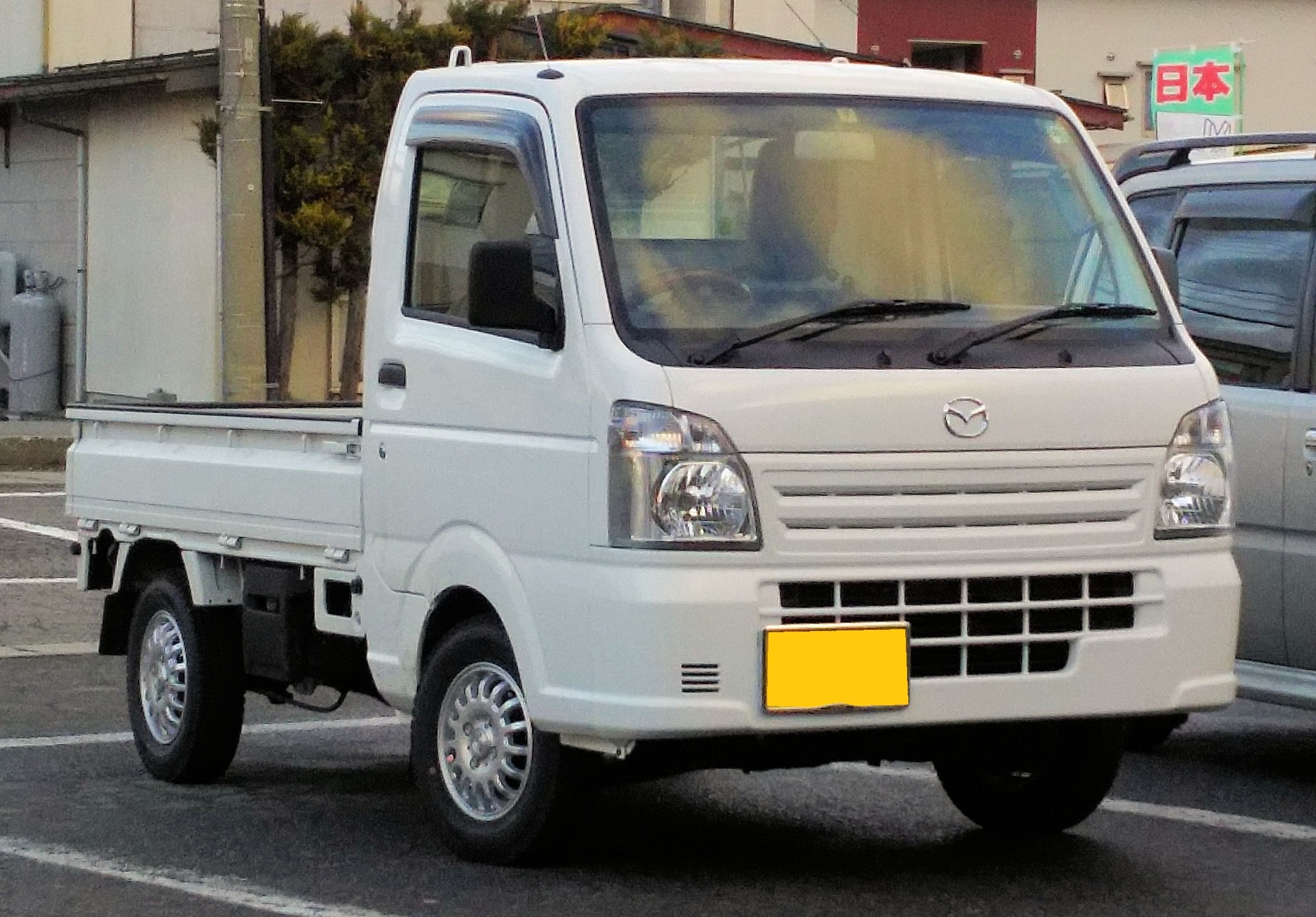
Scrum Truck 4WD

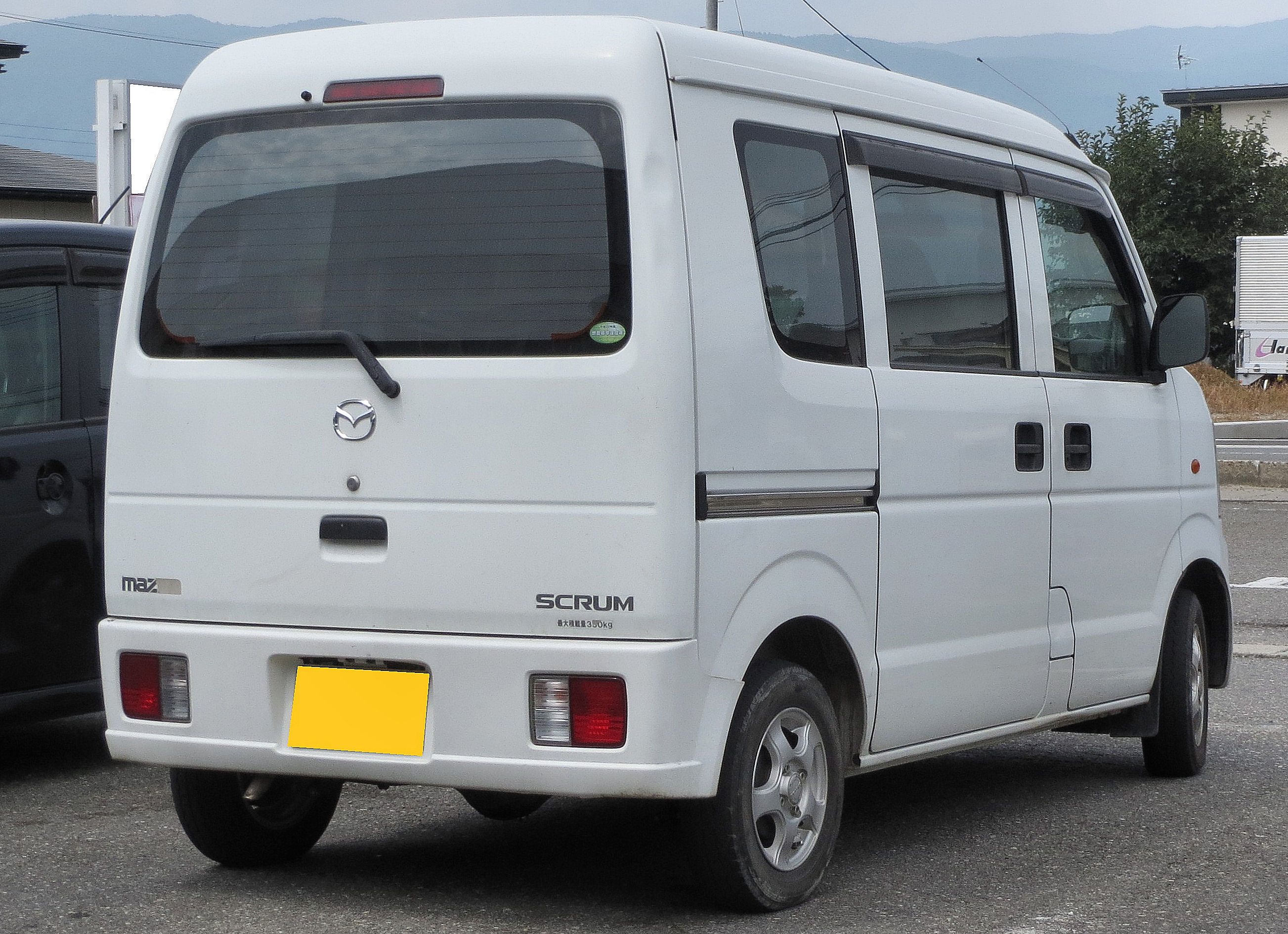
Scrum Van PC 4WD

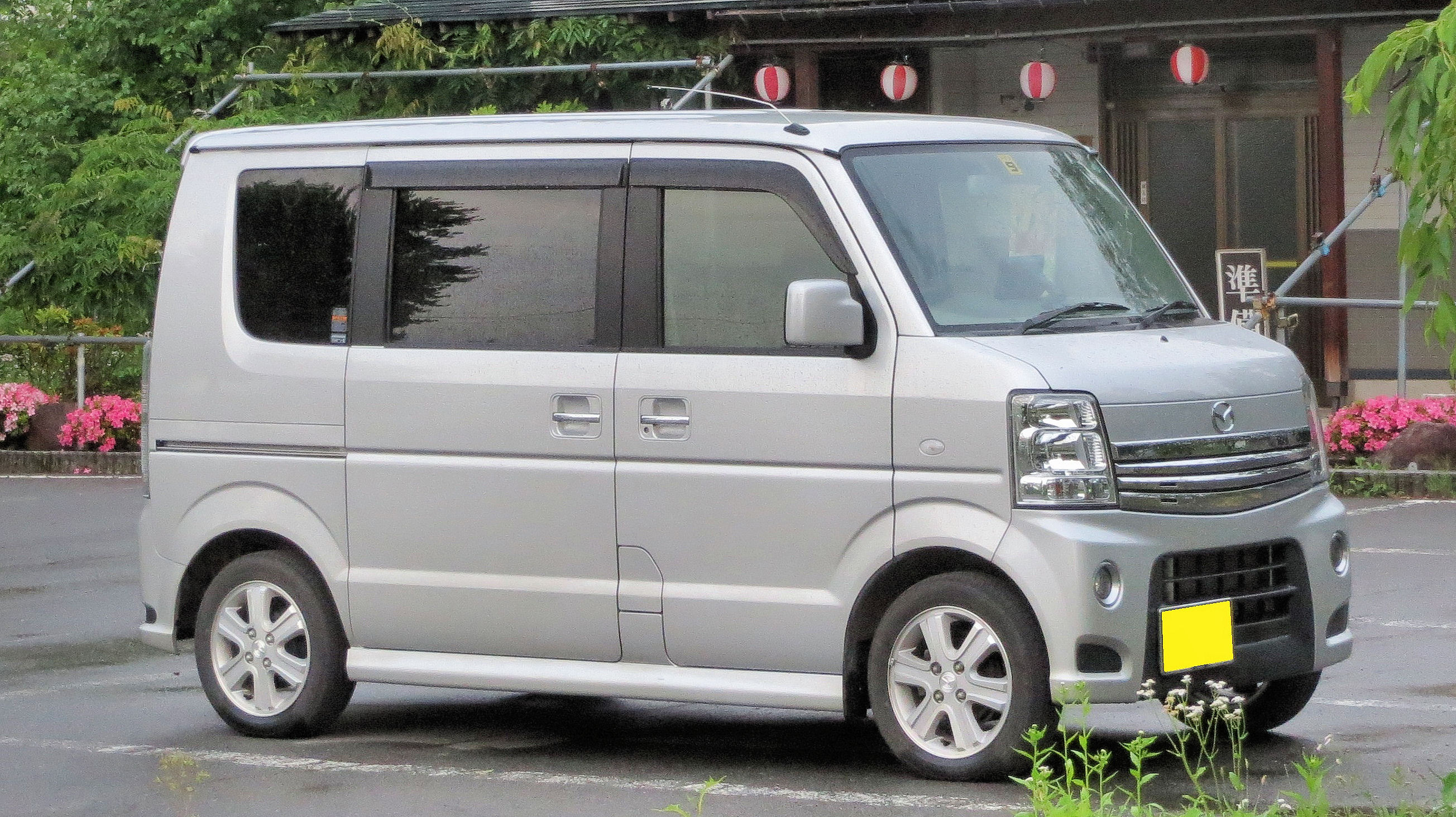
Scrum Wagon PZ Turbo 4WD

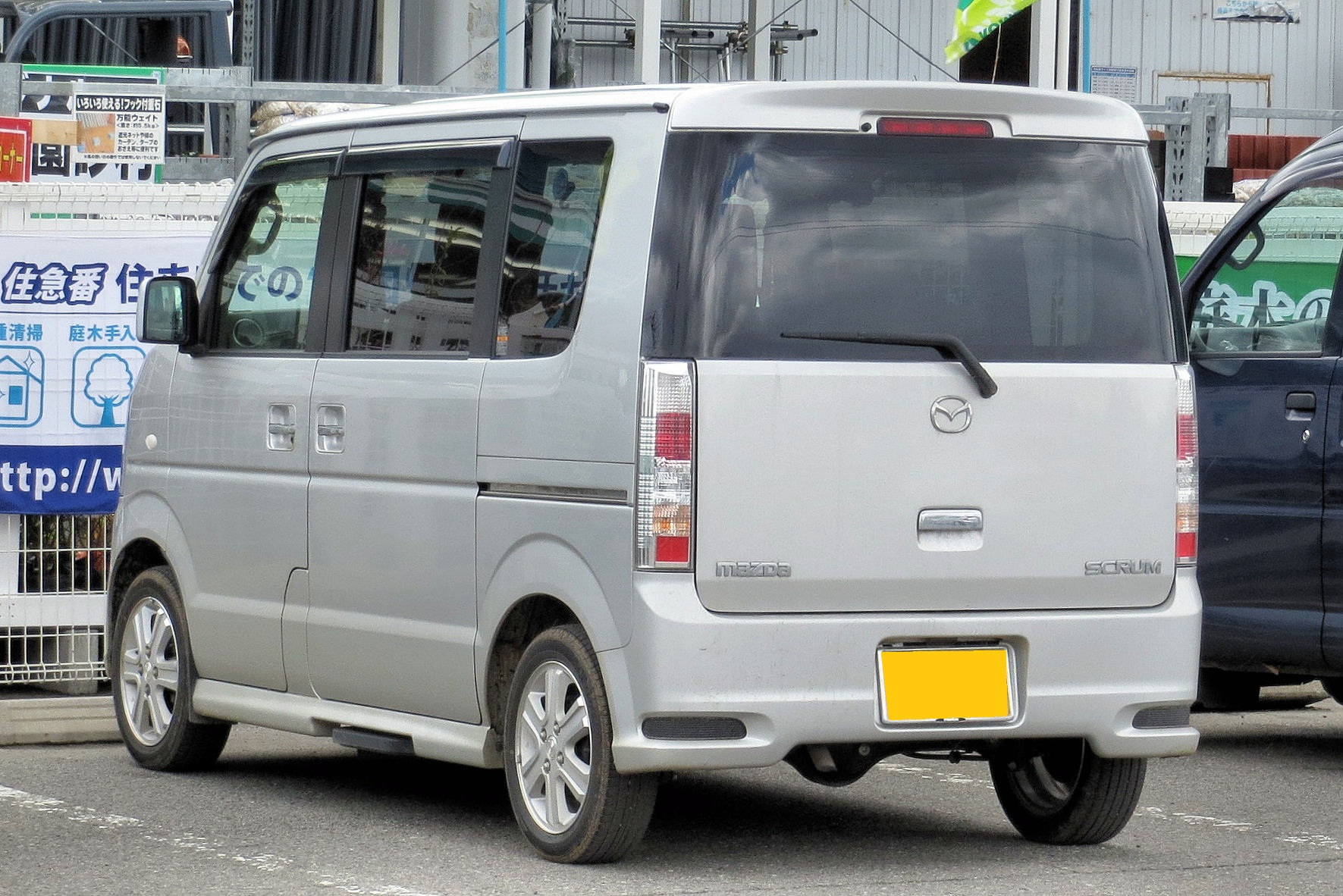
Scrum Wagon PZ Turbo

La quarta generació de la Mazda Scrum va eixir al mercat el 13 de setembre de 2005 només en versió furgoneta o Van com una OEM de la Suzuki Every. El 13 de setembre de 2013, s'introduí la quarta generació de la carrosseria camioneta o Truck per primera vegada en uns 14 anys i 8 mesos. El tipus semi-cab-over (amb capó fora de la carrosseria) de la generació anterior es va canviar a un tipus cab-over (integrat dins de la carrosseria) i, al mateix temps, la finestra frontal es va moure cap endavant i es va revisar la disposició per assegurar una plataforma de càrrega amb una longitud de terra de 2.030 mm, mentre que mantenint un espai interior ampli i un espai davant del cap. Tots els models estan equipats amb fars halògens tipus multireflectors amb una excel·lent distribució de la llum. A més, la carrosseria està pintada en tres capes, inclòs un procés de recobriment intermedi. A més, l'ús extensiu de plaques d'acer antioxidació ofereix una garantia estàndard a llarg termini de tres anys per a l'òxid superficial i de cinc anys per a l'òxid perforat. A més, s'ha substituït el motor per un nou motor R06A vertical, i s'ha reduït el pes de la carrosseria, millorant l'eficiència del combustible, i tots els vehicles han assolit l'Estàndard d'Economia de Combustible 2015. En canviar a un tipus de cabina completa i escurçar la distància entre eixos, el radi de gir mínim es va reduir a 3,6 m. En aquesta generació, el disseny del logotip del nom del cotxe de "SCRUM" enganxat com a adhesiu a la plataforma de càrrega s'ha canviat i el logotip de "MAZDA" s'ha mogut del costat esquerre de la plataforma de càrrega al costat dret i es col·loca a la part superior esquerra del logotip del cotxe, col·locat petit.
Mecànicament equipava un motor integral d'alumini de 3 cilindres en línia de 660 centímetres cúbics DOHC que produïa 49 cavalls de potència i el mateix motor amb turbocompressor que produïa 64 cv. Igual que la Wagon, la furgoneta adopta un canvi de tauler d'instruments, és possible el pas a través dels seients davanters, un porta-equipatges pla i un mecanisme de seient del passatger. El disseny posà l'accent en la càrrega i descàrrega de l'equipatge, com ara augmentar l'alçada d'obertura i l'amplada d'obertura de la porta del maleter incorporant la llum combinada posterior al para-xocs. Equipat amb un motor 660cc de 3 cilindres en línia que genera 49 cv, el model 2WD ha aconseguit l'Estàndard d'Economia de Combustible 2010 +5%, i el model 4WD també ha aconseguit l'Estàndard d'Economia de Combustible 2010. La versió "PU" també ha adquirit la certificació "nivell de reducció del 50% dels gasos d'escapament estàndard 2005". La Wagon tenia quatre graus d'equipament: PX, PX Turbo, PZ Turbo i PZ Turbo Special Package. Altres graus són equivalents al mateix nom de grau que la Suzuki Every Wagon. "PX" és un grau amb sostre alt i només tracció 2WD, "PX Turbo" només estava disponible amb sostre alt i "PZ Turbo" i "PZ Turbo Special Package" només estan disponibles amb sostre baix. Hi ha quatre graus de furgonetes: "PA", "PU", "PC" i "BUSTER", i "BUSTER" correspon al grau "JOIN" de la Suzuki Every. Els altres 3 graus són equivalents al mateix nom de grau que l'Every. Els vehicles 4WD "PA" i "Buster" només equipen una caixa manual de cinc velocitats, i no s'estableixen graus equivalents a "GA" (sostre estàndard) i "JOIN Turbo" de la Every. La versió Wagon adoptà un canvi de tauler d'instruments que permet passar-hi, i és possible una varietat de disposicions de seient, com ara un seient del passatger davanter, un seient totalment pla i un mecanisme lliscant de 150 mm. A més, la Scrum Wagon "PZ Turbo" està equipada amb una porta corredissa elèctrica posterior esquerra, i el "Paquet especial PZ Turbo" està equipat amb les dues portes posteriors corredisses elèctriques.
El 30 de juliol de 2007 el model pateix una modificació parcial. La superfície del seient davanter de la "Wagon" es va millorar pel confort. El grau "PZ Turbo" va canviar el disseny de la graella davantera i el color del seient a beix. Una llum de descàrrega també estava disponible com a opció. Els "PX" i el "PX Turbo" estaven equipats amb una guarnició xapada al capó davanter i seients marrons. Per a la furgoneta, se miloraren la superfície dels seients davanters i s'han engrossit les vores per millorar la textura i la comoditat. El color de la tapisseria del seient del "Buster" és marró i el "PC" és gris. En lloc de suspendre els colors de carrosseria "Turquoise Green Pearl Metallic" i "Aquamarine Blue Opal Metallic" (colors exclusius per a la "Wagon" "PZ Turbo" i "PZ Turbo Special Package"), el "Mysterious Violet Pearl" (color opcional, exclusivament per a la "Wagon")" es va afegir i el color exclusiu "Bluish Black Pearl 3" per a la "Wagon" "PZ Turbo" i "PZ Turbo Special Package" es va afegir a la furgoneta "Buster".
El 25 de maig de 2010 el model és parcialment modificat. Pel que fa a la versió Wagon, els grays "PZ Turbo" i el "PZ Turbo Special Package" incorporen un disseny de para-xocs més esportiu, reixa davantera i fars antiboira rodons multireflectors. Es va canviar el disseny del lateral sota l'aleró i es va adoptar una lent blanca per als llums de gir lateral i es va adoptar una lent clara per als llums combinats posteriors. El motor atmosfèric del grau "PX" va ser retirat i tots els models es van convertir en motor turbo. Per a la furgoneta, la relació de canvis es va revisar per al vehicle amb caixa automàtica de 3 velocitats, millorant l'eficiència del combustible en 0,2 km/L.
Tot i que la producció de la Scrum Van arribà a la seua fi al febrer de 2015, quan fou substituïda per la cinquena generació, la camioneta o Truck continua produint-se a dia d'avui (2023).

## Cinquena generació (2015-actualitat)

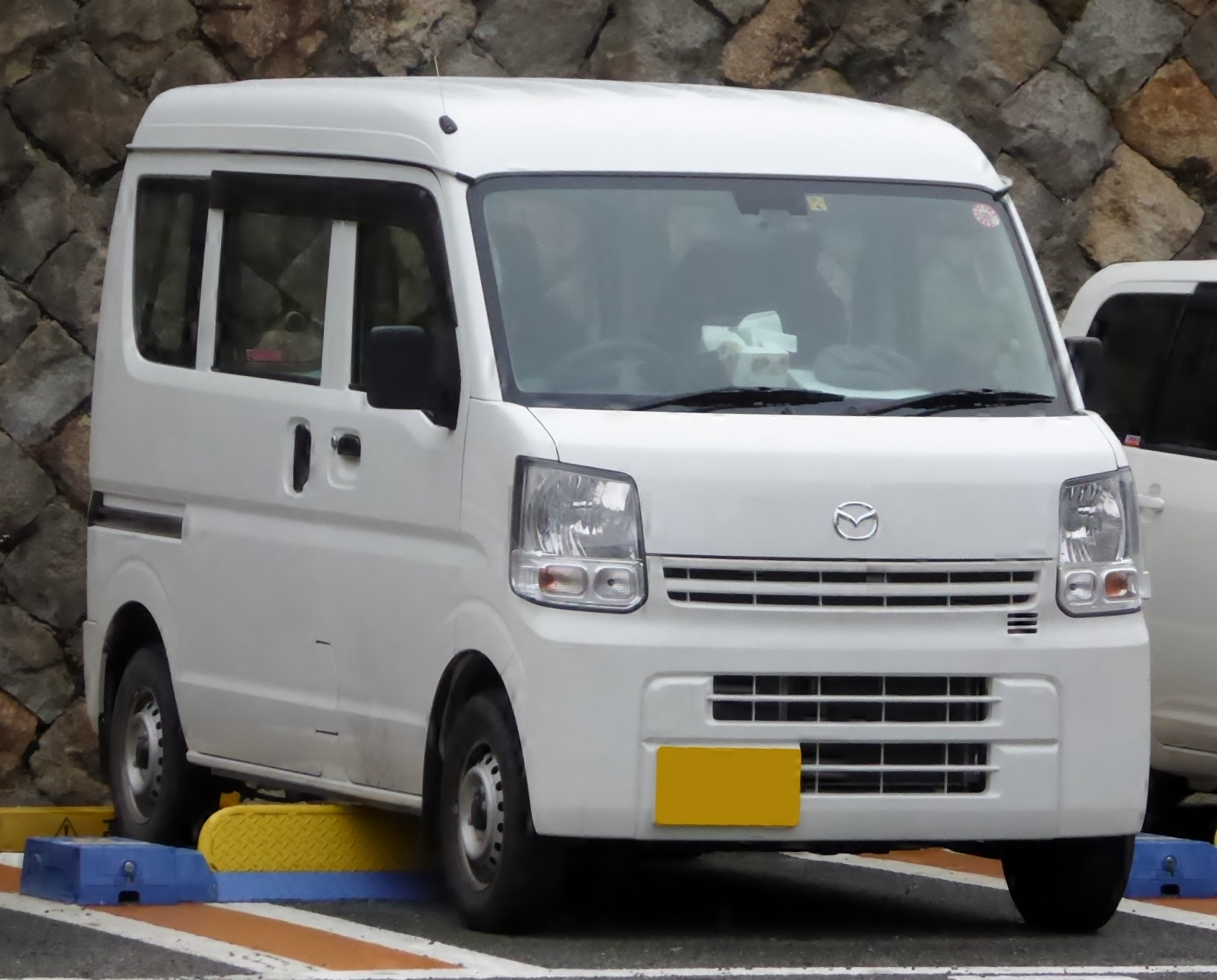
Scrum Van "PC"

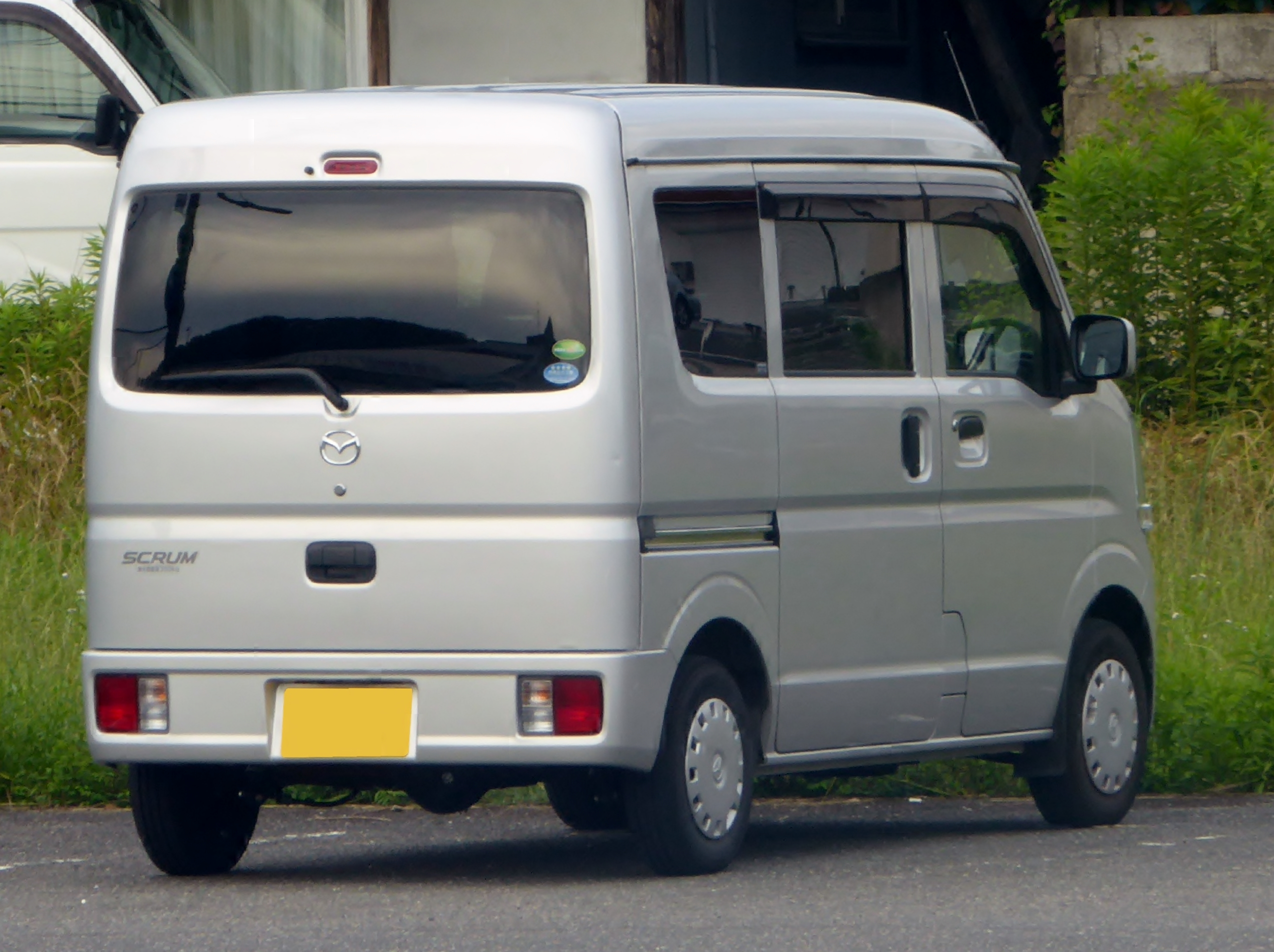
Scrum Van "BUSTER"

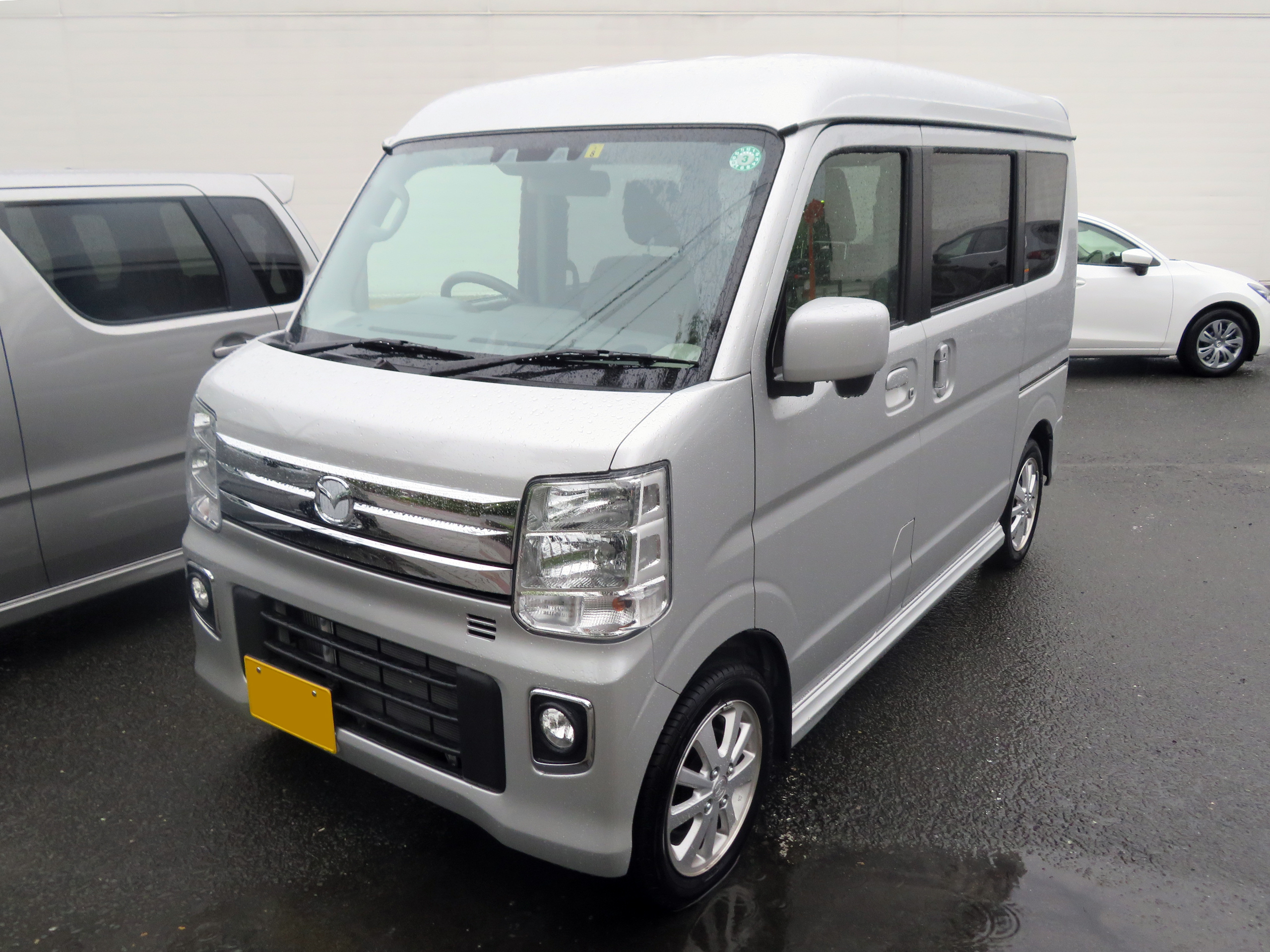
Scrum Wagon "PZ Turbo" 2WD

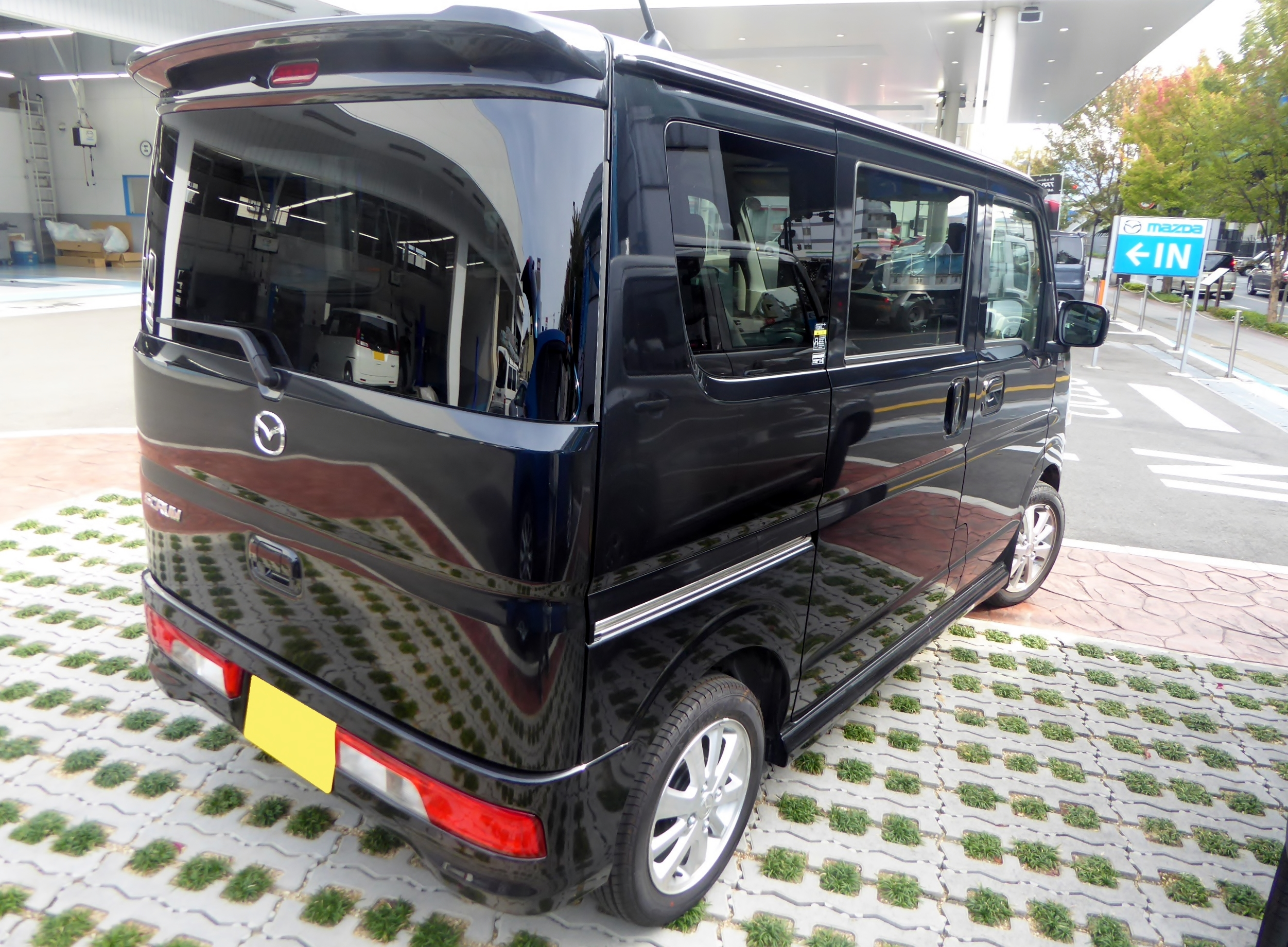
Scrum Wagon "PZ Turbo Special"

Després de 9 anys i 7 mesos, el 5 de març de 2015, es presentà la cinquena generació de la Mazda Scrum, només en carrosseria furgoneta o Van. La motorització d'aquesta cinquena generació compren un únic motor (ja emprat en la camioneta de quarta generació) de tres cilindres en línia i 660 centímetres cúbics.
En aquesta generació augmentà la longitud interior, l'alçada interior i l'amplada interior de la versió Wagon, i els seients davanters se canviaren per seients de banqueta per augmentar la quantitat de lliscament del seient. La distància entre els ocupants davanters i posteriors també s'augmentà allargant la distància entre eixos i augmentant la quantitat de lliscament del seient posterior. El motor s'ha substituït pel motor turbo R06A i la transmissió té una capacitat de parell optimitzada. Pel que fa a l'equipament, s'adopta un bloqueig de portes automàtic vinculat a la velocitat del vehicle que bloqueja automàticament totes les portes quan la velocitat arriba a uns 15 km/h, i alguns graus d'equipament també tenen portes corredisses elèctriques d'una acció (esquerra o ambdós costats segons el grau). El llum combinat posterior canvià a un tipus de para-xocs integrat, i la part davantera utilitzava peces xapades amb un disseny horitzontal. També millorà la seguretat amb el suport de fre del radar (fre per mitigació de danys de col·lisió), la funció de supressió d'arrencada falsa, el senyal d'aturada d'emergència, DSC i TCS que esdevingueren equipament estàndard.
La longitud del maleter de la furgoneta i l'obertura de la porta posterior/porta posterior s'ampliaren, i augmentà la distància de lliscament del seient davanter, igual que amb la Wagon. A més de substituir el motor pel tipus R06A, la transmissió va substituir la caixa automàtica de 3 velocitats convencional i va adoptar l'AGS que automatitzava el funcionament de l'embragatge i el canvi basat en el 5MT (conjunt per a vehicles 2WD i vehicles "PC" 4WD). A més de l'eficiència de combustible que s'aconsegueix amb el control electrònic, aconsegueix un potent rendiment tot terreny, un excel·lent rendiment de pujada a causa d'una relació de canvis optimitzada i una excel·lent silenciositat a altes velocitats. Mitjançant la millora de l'eficiència del combustible, el vehicle 5AGS ha aconseguit l'estàndard d'economia de combustible 2015 +20%, i el vehicle 5MT ha aconseguit l'estàndard d'economia de combustible 2015.)" es va ampliar a vehicles de 5MT a més dels vehicles 5AGS. El sistema de graus d'equipament segueix el sistema de la quarta generació tant per a la Wagon com per a la furgoneta, però la Wagon "PZ TURBO SPECIAL" canvià a sostre alt. Igual que amb la quarta generació, la furgoneta no equipa motor turbo.